# Donegal Bay SPA
Donegal Bay SPA este o arie protejată (arie de protecție specială avifaunistică — SPA) din Irlanda întinsă pe o suprafață de 10.455,87 ha, integral pe uscat.

## Localizare
Centrul sitului Donegal Bay SPA este situat la coordonatele 54°34′06″N 8°14′35″W / 54.568448°N 8.243093°V.

## Înființare
Situl Donegal Bay SPA a fost declarat arie de protecție specială avifaunistică în februarie 2004 pentru a proteja 24 de specii de animale.

## Biodiversitate
Situată în ecoregiunea atlantică, aria protejată nu include niciun habitat protejat.
La baza desemnării sitului se află mai multe specii protejate de  păsări (24): rață fluierătoare (Anas penelope), rață mare (Anas platyrhynchos), stârc cenușiu (Ardea cinerea), pietruș (Arenaria interpres), Branta bernicla, Calidris alba, fugaci de țărm (Calidris alpina), Calidris maritima, prundaș gulerat mare (Charadrius hiaticula), Clangula hyemalis, cufundar polar (Gavia arctica), cufundar mare (Gavia immer), cufundar mic (Gavia stellata), scoicar (Haematopus ostralegus), pescăruș sur (Larus canus), pescăruș râzător (Larus ridibundus), sitar de mal nordic (Limosa lapponica), rață neagră (Melanitta nigra), Mergus serrator, culic mare (Numenius arquata), cormoran mare (Phalacrocorax carbo), călifar alb (Tadorna tadorna), fluierar cu picioare verzi (Tringa nebularia), fluierarul cu picioare roșii (Tringa totanus).